# 宮嵜多紀理
宮嵜 多紀理（みやざき たきり、1978年8月23日 - ）は、日本の元飛込競技選手である。ミキハウスに所属していた。
2001年世界選手権女子シンクロ高飛び込みで大学の後輩である大槻枝美とのペアで銅メダルを獲得。
2004年アテネオリンピックの10m高飛込にも出場している。